# Hranice (kraj ołomuniecki)
Hranice (niem. Mährisch Weißkirchen) – miasto na Morawach, w powiecie Przerów, w kraju ołomunieckim w Czechach. Według danych z 31 grudnia 2003 powierzchnia miasta wynosiła 4979 ha, a liczba jego mieszkańców 19 582 osób.

## Geografia
Miasto położone jest nad rzeką Beczwą, w Bramie Morawskiej pomiędzy Górami Odrzańskimi na zachodzie, a Pogórzem Morawsko-Śląskim na wschodzie. Miasto stanowi centrum mikroregionu Hranicko.
W granicach miasta znajduje się Hranická propast, studnia krasowa, w której znajduje się najgłębsza na świecie podwodna jaskinia.

## Gospodarka
W mieście rozwinął się przemysł elektroniczny, odzieżowy, cementowy oraz maszynowy.

## Historia
Obszar wokół miasta został osiedlony w XII wieku. Pierwsze wzmianki o mieście związane są ze sporem o jego własność pomiędzy benedyktynami z klasztoru w Rajhradzie, a norbertanami z klasztoru w Hradisku. Ci pierwsi sfalsyfikowali dokument wymieniający Granice, datowany na 1169 rok, aczkolwiek historycznie i geograficznie bardziej wiarygodny niż dokument norbertanów z 1250 wymieniający Hranicz. Stąd zakłada się, że miasto powstało w XII lub XIII wieku. Było to dogodne miejsce na posterunek graniczny przy południowym zwężeniu Bramy Morawskiej, na odnodze szlaku bursztynowego, który biegł na północ w kierunku Bělotína i Ostrawy, jak również odbijała tu droga na wschód do Valašskégo Meziříča. Okolice był tu wówczas słabo zaludnione a Morawy od Śląska oddzielały jeszcze gęste lasy stanowiące naturalną granicę, skąd pochodzi współczesna nazwa Hranic. Późniejsza niemiecka nazwa Weißkirchen nawiązywała do białego i dominującego nad miastem kościoła parafialnego (przetrwał do wojny trzydziestoletniej). W XIII wieku miasto stało się centrum akcji kolonizacyjnej ziem położonych na północny zachód w okolicach Potštátu. Po rozstrzygnięciu klasztornego sporu w 1276 wydano dokument lokacyjny dla miasta Alba Ecclesia, krótko potem zostało jednak zniszczone i w 1282 lokowane ponownie.
W 1847 przez miasto przebiegła Kolej Północna z Wiednia do Krakowa. Istniejąca do dziś stacja kolejowa nazywa się Hranice na Moravě, czyli Hranice na Morawach

### Garnizon i szkoły wojskowe
Do 1918 Hranice były garnizonem cesarskiej i królewskiej Armii, w którym stacjonowały między innymi:
- Szkoła Kadetów Kawalerii (niem. Kavalleriekadettenschule), utworzona w 1878
- Wojskowa Szkoła Techniczna
- Wojskowa Wyższa Szkoła Realna (niem. Militär-Oberrealschule)
- Akademia Artylerii (niem. Artillerie-Akademie)

Absolwentami uczelni wojskowych w Hranicach byli m.in. późniejsi oficerowie Wojska Polskiego:
- Eugeniusz Dąbrowiecki, tytularny generał dywizji (Wojskowa Wyższa Szkoła Realna)
- Karol Durski-Trzaska, generał broni (Wojskowa Wyższa Szkoła Realna)
- Józef Haller, generał broni (Wojskowa Wyższa Szkoła Realna)
- Adam Korytowski, generał brygady (Szkoła Kadetów Kawalerii)
- Tadeusz Kutrzeba, generał dywizji (Wojskowa Szkoła Techniczna)
- Józef Pomiankowski, generał dywizji (Wojskowa Wyższa Szkoła Realna)
- Stanisław Puchalski, generał dywizji (Wojskowa Wyższa Szkoła Realna)
- Adam Rozwadowski, pułkownik kawalerii, dowódca 8 pułku ułanów (Wojskowa Wyższa Szkoła Realna), autor wspomnień m.in. z czasów nauki w tej szkole[3].
- Tadeusz Rozwadowski, generał broni (Szkoła Kadetów Kawalerii)
- Tadeusz Sulimirski, generał brygady (Szkoła Kadetów Kawalerii)
- Juliusz Tadeusz Tarnawa-Malczewski, generał dywizji
- Aleksander Truszkowski, tytularny generał dywizji (Wojskowa Wyższa Szkoła Realna)
- Gustaw Zygadłowicz, generał dywizji (Wojskowa Wyższa Szkoła Realna)

a także Polacy – oficerowie c. i k. Armii:
- Antoni Leiter Edler von Łososina, generał major c. i k. Armii (Wojskowa Wyższa Szkoła Realna)
- Jan Łubieński, generał major c. i k. Armii (Wojskowa Wyższa Szkoła Realna)
- Adam Pietraszkiewicz, generał major c. i k. Armii (Wojskowa Wyższa Szkoła Realna)

oraz
- arcyksiążę Józef Ferdynand, generał pułkownik c. i k. Armii
- Robert Musil, autor Niepokoje wychowanka Törlessa (Wojskowa Wyższa Szkoła Realna)
- Alfred von Kropatschek, generał broni c. i k. Armii, konstruktor broni (Akademia Artylerii)
- Herman Potočnik, słoweński inżynier rakietowy i pionier astronautyki

## Urodzeni w Hranicach
Ludwik Klucki (1801–1877), prawnik i działacz narodowy, burmistrz Cieszyna.

## Demografia
| Rok             | 1970   | 1980   | 1991   | 2001   | 2003   |
| --------------- | ------ | ------ | ------ | ------ | ------ |
| Liczba ludności | 15 338 | 17 634 | 19 507 | 19 670 | 19 582 |

Źródło: Czeski Urząd Statystyczny